# Megapodiidae
I Megapodidi (Megapodiidae Lesson, 1831) sono una famiglia di uccelli dell'ordine dei Galliformi. 
Sono uccelli di medie dimensioni e corporatura tozza, con testa piccola e grandi zampe. Il loro nome significa, letteralmente, «grande piede» (dal greco mega, «grande», e poda, «piede»), proprio in riferimento alle zampe e ai piedi di grandi dimensioni tipici di questi uccelli terricoli. Hanno quasi tutti un piumaggio bruno o nero.
A differenza degli altri uccelli, i megapodidi non incubano le proprie uova con il proprio calore corporeo, ma utilizzando fonti di calore ambientale: alcune specie seppelliscono le uova in tumuli-nido fatti di vegetazione in decomposizione, altre sfruttano il calore delle sorgenti geotermali, e altre si affidano al calore della sabbia scaldata dal sole.

## Descrizione

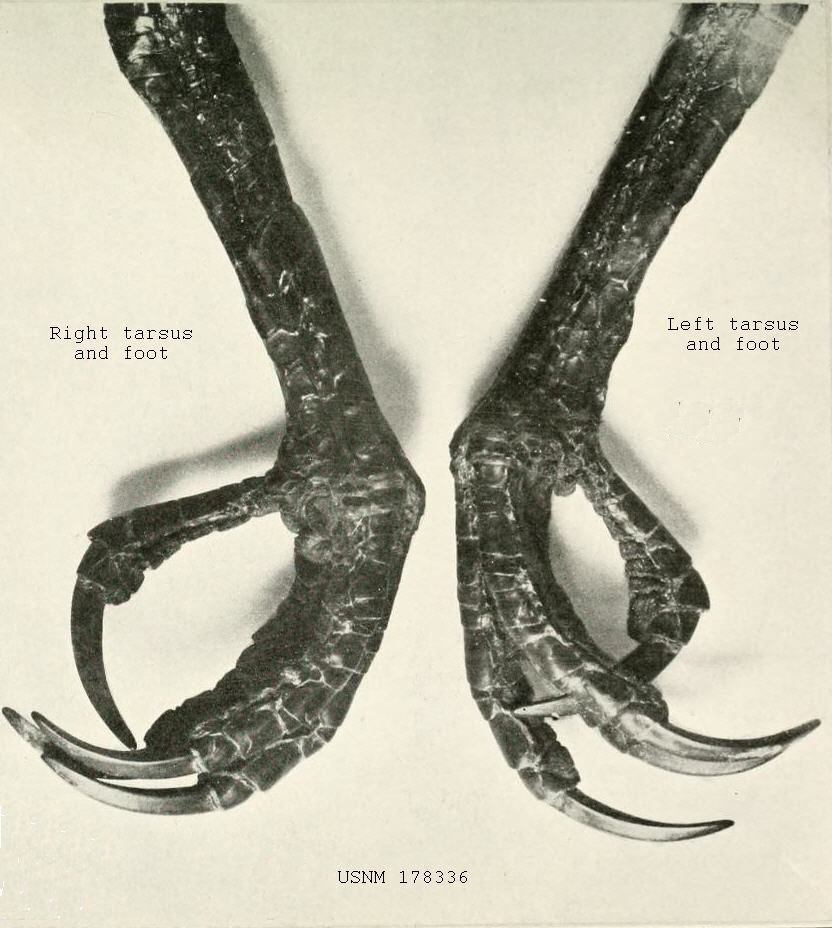
Zampe di Megapodius nicobariensis

I megapodidi sono uccelli terricoli galliformi di dimensioni medio-grandi.
Le specie più grandi sono quelle appartenenti ai generi Alectura e Talegalla, che possono raggiungere i 60-70 cm di lunghezza, mentre le più piccole sono il megapodio della Micronesia (Megapodius laperouse) e il megapodio delle Molucche (Eulipoa wallacei), che misurano 28-30 cm.
Hanno testa piccola, becco corto, ali grandi e arrotondate e grosse zampe con piedi muniti di artigli affilati.
Presentano l'alluce allo stesso livello delle altre dita, proprio come le specie della famiglia dei Cracidi. Gli altri galliformi, invece, hanno l'alluce posizionato al di sopra del livello delle dita frontali.

## Distribuzione e habitat
I megapodidi sono diffusi in quasi tutta l'Australasia. Il loro areale comprende varie isole del Pacifico occidentale, l'Australia, la Nuova Guinea e le isole indonesiane a est della linea di Wallace, e perfino le isole Andamane e Nicobare, nel golfo del Bengala. Nell'area del Pacifico la distribuzione della famiglia si è ridotta notevolmente in seguito all'arrivo degli esseri umani, e molte isole, come le Figi, le Tonga e la Nuova Caledonia, hanno ormai perso quasi tutte le specie endemiche che le popolavano.
Ad eccezione del fagiano australiano (Leipoa ocellata), che popola le garighe aride o semi-aride, tutti gli altri megapodidi occupano ambienti boschivi.

## Biologia

### Comportamento
Sono uccelli prevalentemente terricoli. Le capacità di volo variano a seconda della specie.

### Alimentazione
Sono uccelli onnivori che si nutrono di sostanza vegetale (semi, frutti, germogli, foglie e fiori), invertebrati (insetti, ragni, crostacei, molluschi, vermi) e piccoli vertebrati (rane e lucertole).

### Riproduzione

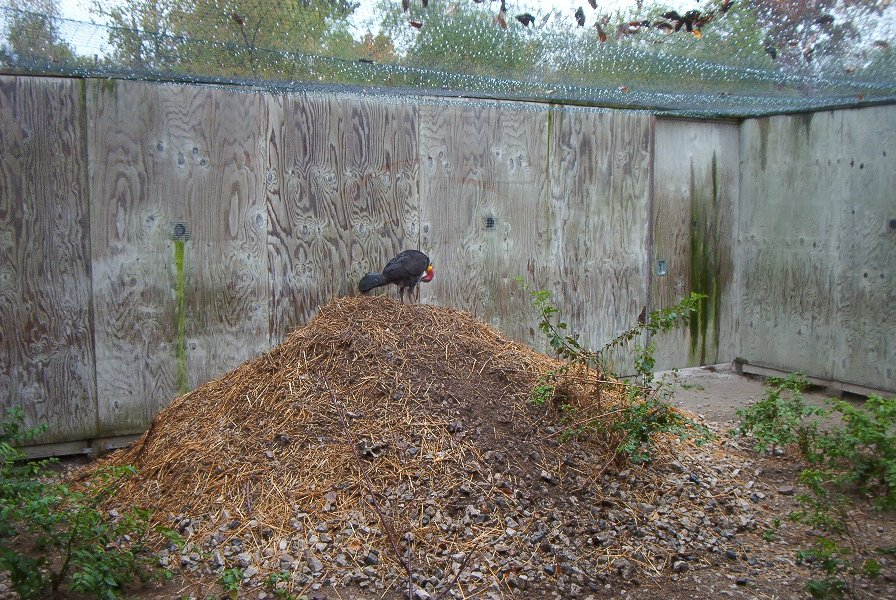
Tacchino di boscaglia australiano sul suo tumulo.

Questa rappresentazione schematica di un tumulo mostra uno strato di sabbia (spesso fino a un metro) utilizzato per l'isolamento, una camera di incubazione delle uova, e uno strato di materiale in decomposizione. La camera delle uova è mantenuta alla temperatura costante di 33-34 °C grazie all'apertura e alla chiusura di condotti nello strato di isolamento, mentre il calore proviene dal compost sottostante.

I megapodidi sono uccelli prevalentemente solitari che, a differenza degli altri uccelli, non incubano le proprie uova con il proprio calore corporeo, ma seppellendole. Le loro uova sono caratteristiche, in quanto possiedono un tuorlo molto grosso, pari al 50-70% del peso totale. Questi uccelli sono noti soprattutto per la loro abilità di costruire imponenti tumuli-nido fatti di vegetazione in decomposizione; durante l'incubazione delle uova, i maschi aggiungono o rimuovono pezzi di materiale per regolare la temperatura all'interno del tumulo. Tuttavia, altre specie seppelliscono le proprie uova in modi diversi: alcuni megapodi sfruttano il calore delle sorgenti geotermali, e altri fanno semplicemente affidamento al calore della sabbia scaldata dal sole. Alcune specie variano la propria strategia di incubazione a seconda dell'ambiente. È documentato l'uso dello stesso tumulo da parte di specie diverse.
I megapodidi sono «super-precoci», in quanto i pulcini che escono dall'uovo sono più sviluppati di quelli di qualsiasi altro tipo di uccello: hanno gli occhi aperti, una muscolatura piuttosto sviluppata e una buona coordinazione nei movimenti, ali completamente ricoperte di penne e corpo interamente ricoperto di piumino, e sono in grado di correre, inseguire le prede e, in certe specie, volare entro un giorno dalla schiusa.
I pulcini di megapodio non hanno il dente del becco; alla schiusa utilizzano i robusti artigli per frantumare il guscio, e poi si fanno strada fino alla superficie del tumulo giacendo sul dorso e menando colpi con le zampe per grattare via lo strato di sabbia e sostanze vegetali. Come altri uccelli super-precoci, al momento della schiusa sono completamente ricoperti di penne e particolarmente attivi, in quanto sono già in grado di volare e di vivere senza l'aiuto dei genitori.
In passato gli studiosi ritenevano che il sesso dei pulcini del fagiano australiano venisse determinato dalla temperatura in cui si sviluppava l'embrione; prima che venisse dimostrata la falsità di questa ipotesi, si pensava che ciò valesse anche per tutti gli altri megapodi, dal momento che tutte le specie appartenenti a questa famiglia condividono metodi di nidificazione unici tra gli uccelli. Data la particolarità di questa tecnica di riproduzione, i pulcini non hanno modo di conoscere i propri genitori; gli studiosi si sono a lungo domandati come possano riconoscere gli altri membri della propria specie, visto che non possono fare affidamento sull'imprinting come gli altri galliformi. Ricerche recenti sembrano suggerire che ogni megapodio sia dotato di una sorta di riconoscimento visuale istintivo per i movimenti propri della specie a cui appartiene.

## Tassonomia

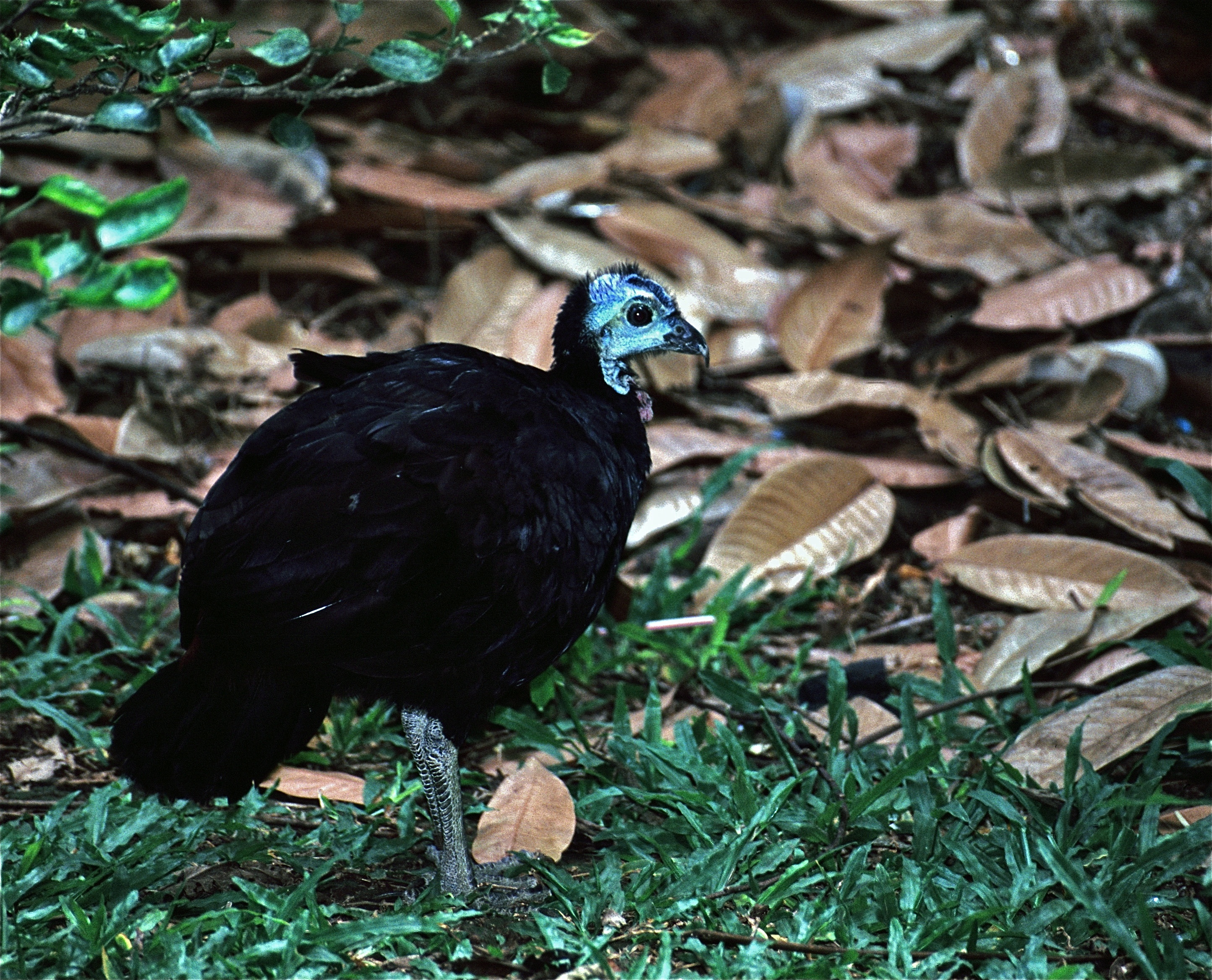
Aepypodius arfakianus

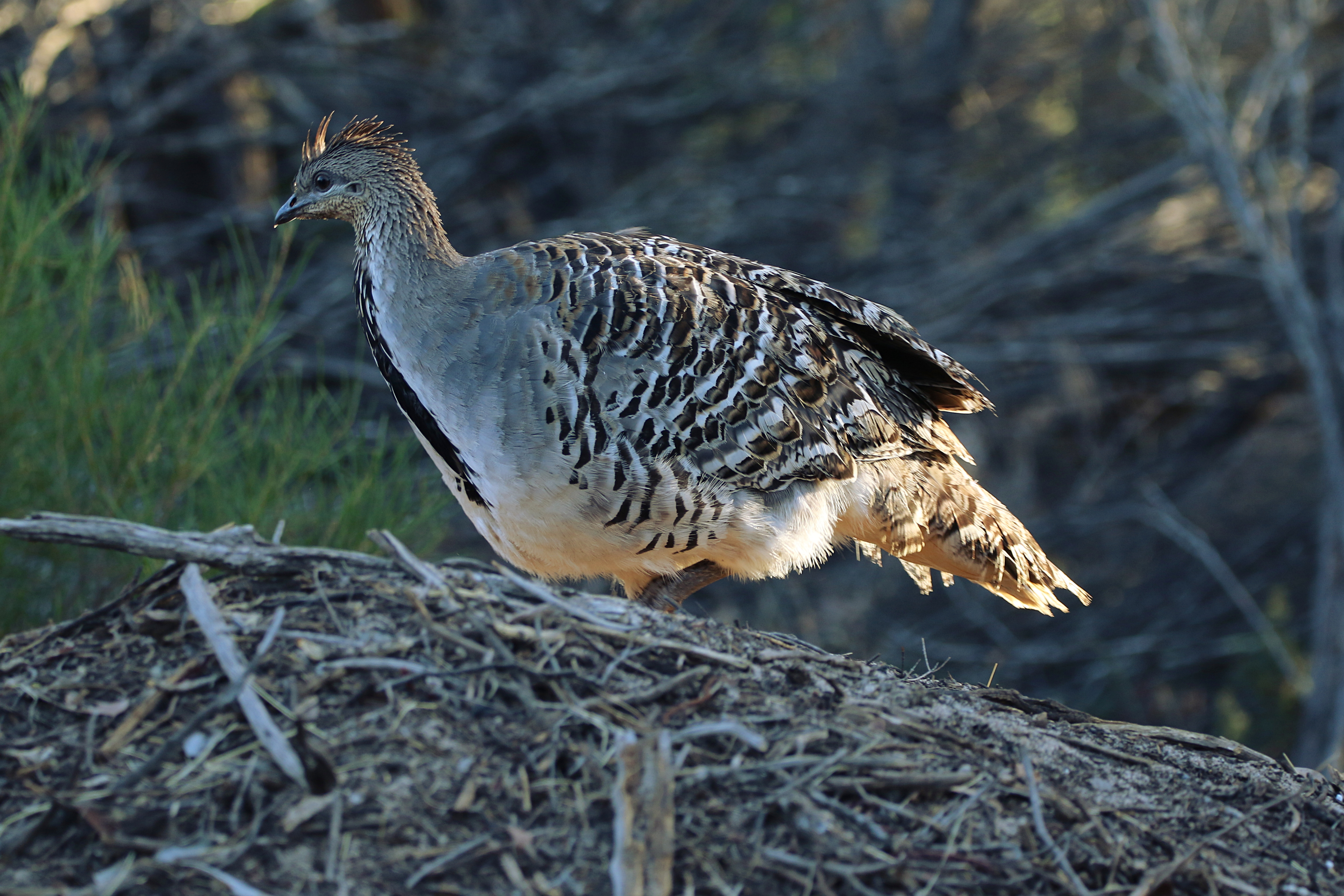
Leipoa ocellata

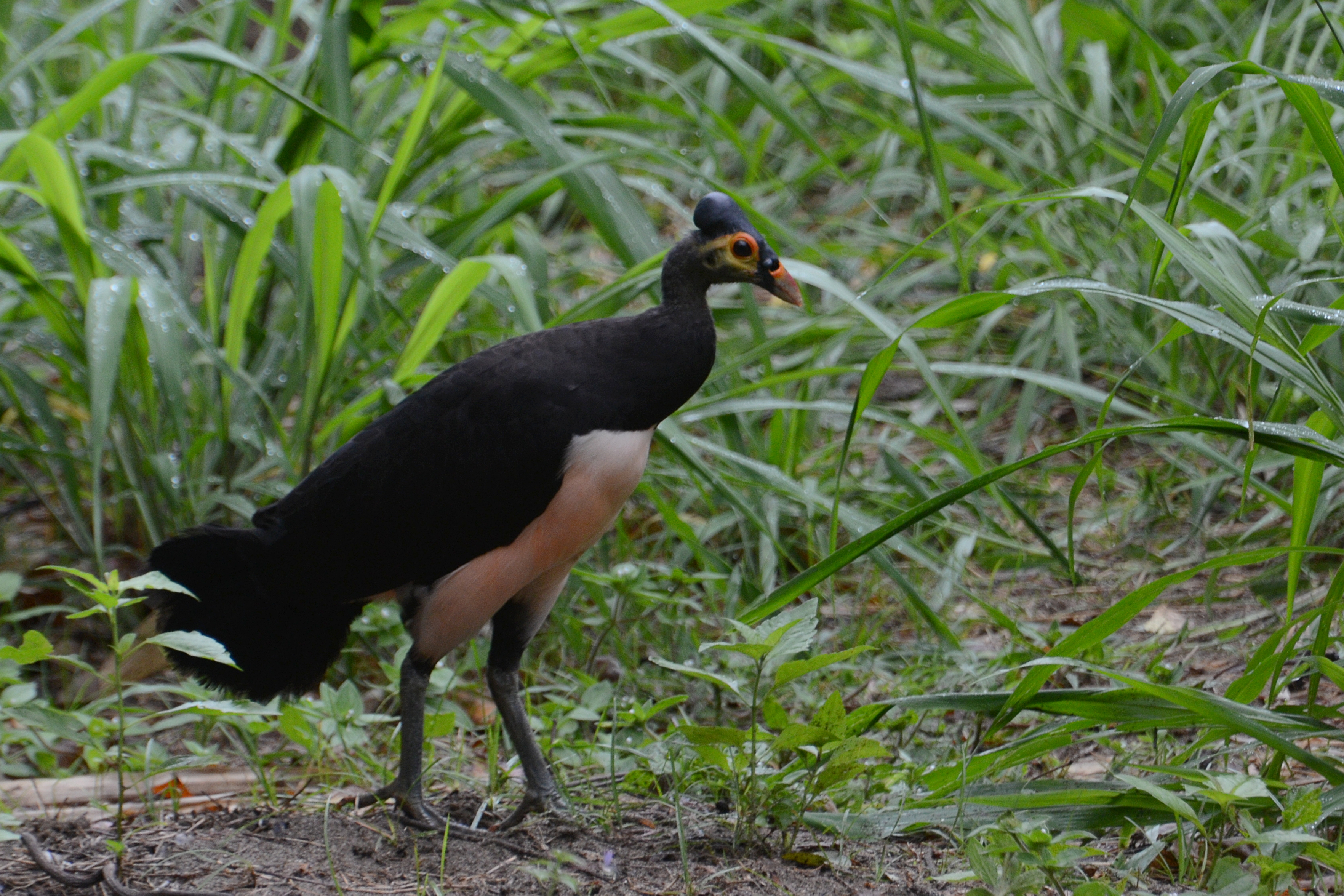
Macrocephalon maleo

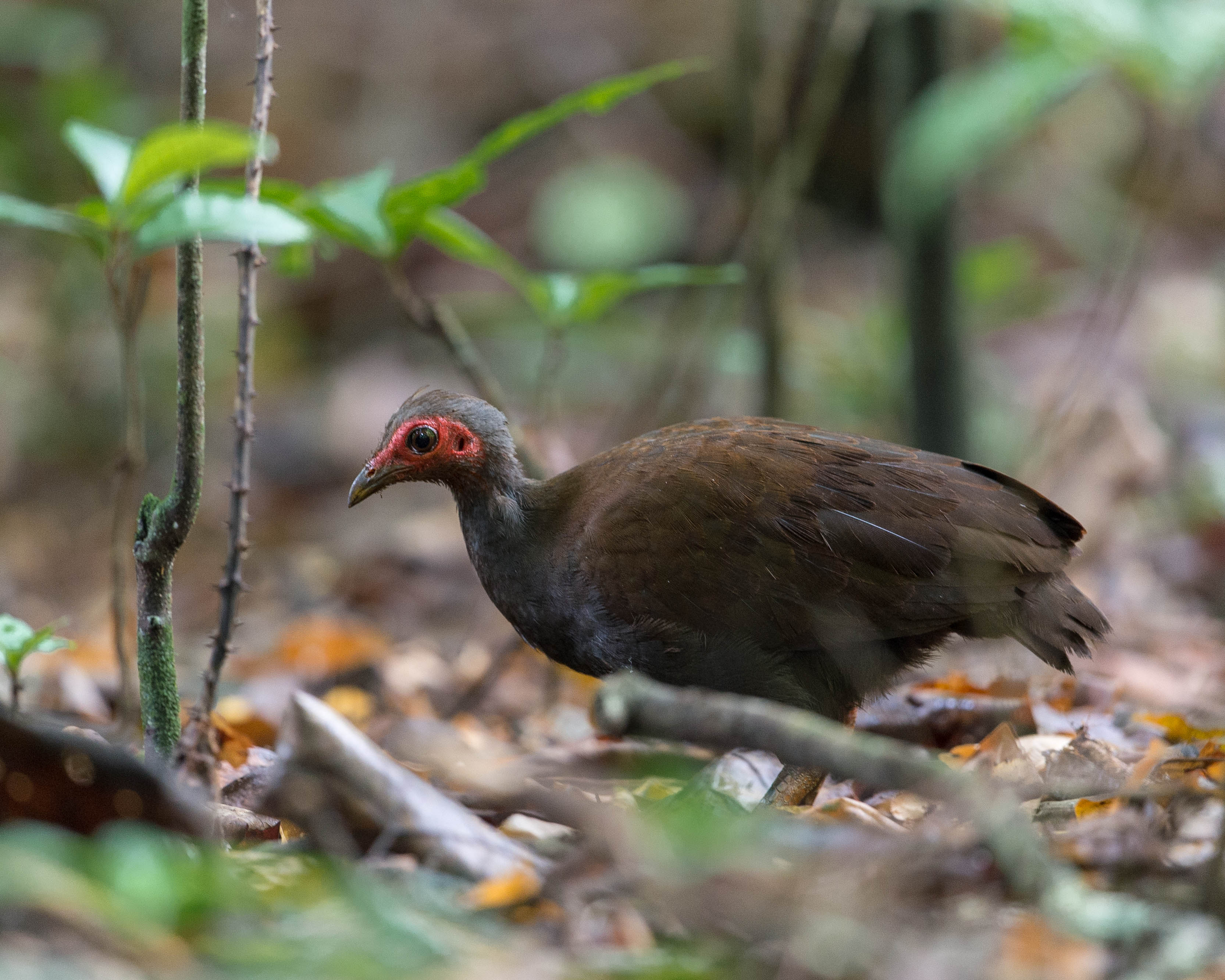
Megapodius cumingii

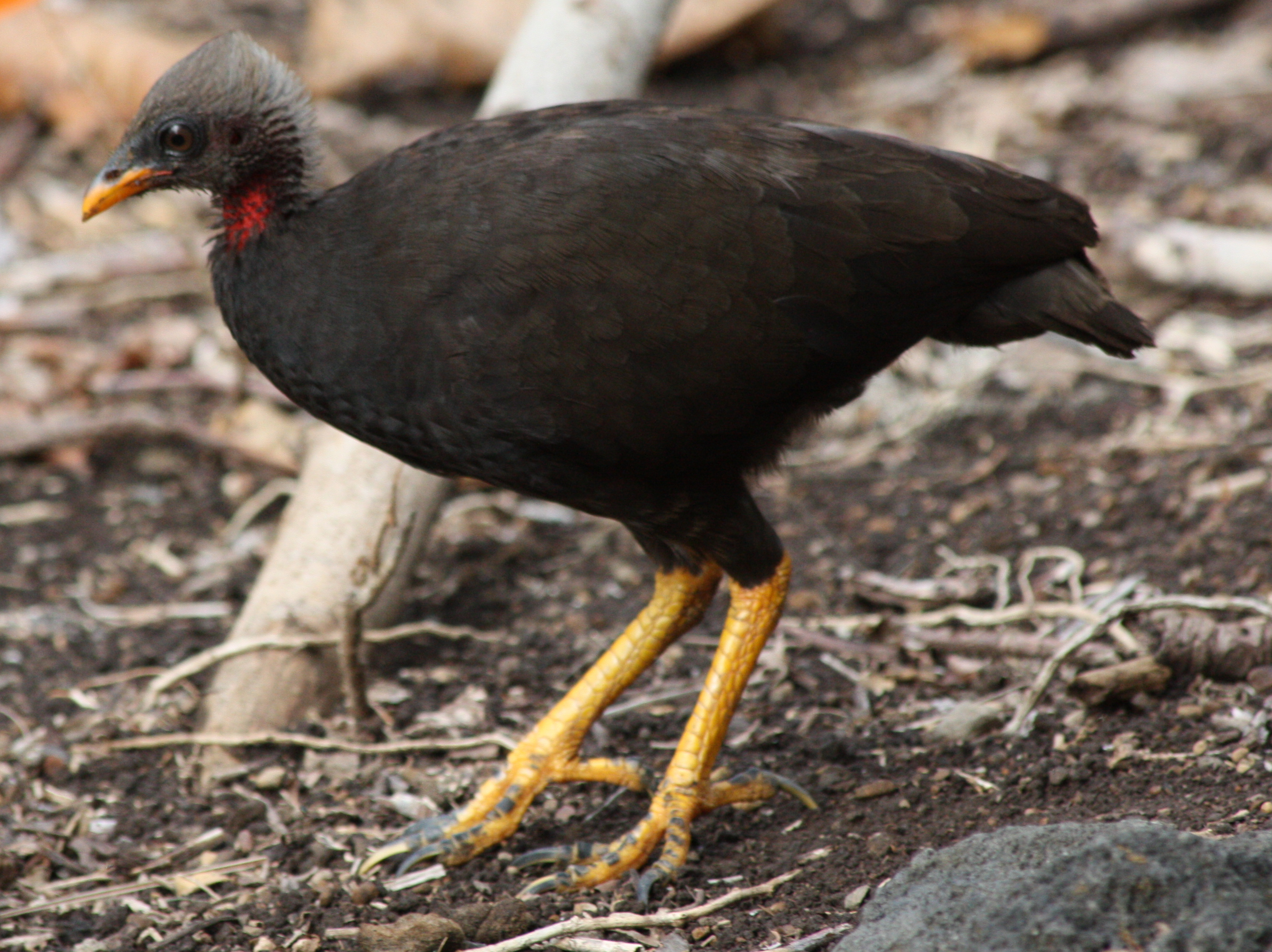
Megapodius laperouse

La famiglia comprende 21 specie suddivise in 7 generi:. 
- Genere Alectura Latham, 1824
  - Alectura lathami J. E. Gray, 1831 - tacchino di boscaglia australiano
- Genere Aepypodius Oustalet, 1880
  - Aepypodius arfakianus (Salvadori, 1877) - tacchino di boscaglia caruncolato
  - Aepypodius bruijnii (Oustalet, 1880) - tacchino di boscaglia di Waigeo
- Genere Talegalla Lesson, 1828
  - Talegalla cuvieri Lesson, 1828 - tacchino di boscaglia beccorosso
  - Talegalla fuscirostris Salvadori, 1877 - tacchino di boscaglia becconero
  - Talegalla jobiensis A. B. Meyer, 1874 - tacchino di boscaglia dal collare
- Genere Leipoa Gould, 1840
  - Leipoa ocellata Gould, 1840 - fagiano australiano
- Genere Macrocephalon S. Müller, 1846
  - Macrocephalon maleo S. Müller, 1846 - maleo
- Genere Eulipoa Ogilvie-Grant, 1893
  - Eulipoa wallacei (G. R. Gray, 1861) - megapodio delle Molucche
- Genere Megapodius Gaimard, 1823
  - Megapodius pritchardii G. R. Gray, 1864 - megapodio delle Tonga
  - Megapodius laperouse Gaimard, 1823 - megapodio della Micronesia
  - Megapodius nicobariensis Blyth, 1846 - megapodio delle Nicobare
  - Megapodius cumingii Dillwyn, 1853 - megapodio delle Filippine
  - Megapodius bernsteinii Schlegel, 1866 - megapodio delle Sula
  - Megapodius tenimberensis P. L. Sclater, 1883 - megapodio delle Tanimbar
  - Megapodius freycinet Gaimard, 1823 - megapodio fosco
  - Megapodius geelvinkianus A. B. Meyer, 1874 - megapodio di Biak
  - Megapodius eremita Hartlaub, 1868 - megapodio della Melanesia
  - Megapodius layardi Tristram, 1879 - megapodio delle Vanuatu
  - Megapodius decollatus Oustalet, 1878 - megapodio della Nuova Guinea
  - Megapodius reinwardt Dumont, 1823 - megapodio piediarancio

### Filogenesi
Recenti studi individuano all'interno della famiglia Megapodiidae due linee evolutive: la prima raggruppa i tacchini di boscaglia (Alectura, Aepypodius e Talegalla) e il fagiano australiano (Leipoa), la seconda il maleo (Macrocephalon) e i megapodi (Eulipoa e Megapodius).
I rapporti evolutivi tra i generi sono schematizzati nel seguente albero filogenetico:
|  | Leipoa                                                  |
|  |                                                         |
|  | \| \| Alectura \| \| \| \| \| \| Aepypodius \| \| \| \| |
|  |                                                         |
|  | Alectura                                                |
|  |                                                         |
|  | Aepypodius                                              |
|  |                                                         |

|  | Alectura   |
|  |            |
|  | Aepypodius |
|  |            |

|  | Leipoa                                                  |
|  |                                                         |
|  | \| \| Alectura \| \| \| \| \| \| Aepypodius \| \| \| \| |
|  |                                                         |
|  | Alectura                                                |
|  |                                                         |
|  | Aepypodius                                              |
|  |                                                         |

|  | Alectura   |
|  |            |
|  | Aepypodius |
|  |            |

|  | Macrocephalon                                          |
|  |                                                        |
|  | \| \| Eulipoa \| \| \| \| \| \| Megapodius \| \| \| \| |
|  |                                                        |
|  | Eulipoa                                                |
|  |                                                        |
|  | Megapodius                                             |
|  |                                                        |

|  | Eulipoa    |
|  |            |
|  | Megapodius |
|  |            |

|  | Leipoa                                                  |
|  |                                                         |
|  | \| \| Alectura \| \| \| \| \| \| Aepypodius \| \| \| \| |
|  |                                                         |
|  | Alectura                                                |
|  |                                                         |
|  | Aepypodius                                              |
|  |                                                         |

|  | Alectura   |
|  |            |
|  | Aepypodius |
|  |            |

|  | Leipoa                                                  |
|  |                                                         |
|  | \| \| Alectura \| \| \| \| \| \| Aepypodius \| \| \| \| |
|  |                                                         |
|  | Alectura                                                |
|  |                                                         |
|  | Aepypodius                                              |
|  |                                                         |

|  | Alectura   |
|  |            |
|  | Aepypodius |
|  |            |

|  | Macrocephalon                                          |
|  |                                                        |
|  | \| \| Eulipoa \| \| \| \| \| \| Megapodius \| \| \| \| |
|  |                                                        |
|  | Eulipoa                                                |
|  |                                                        |
|  | Megapodius                                             |
|  |                                                        |

|  | Eulipoa    |
|  |            |
|  | Megapodius |
|  |            |

## Conservazione
Tra le specie della famiglia Megapoddidae figurano quattro specie in pericolo di estinzione (Endangered): Aepypodius bruijnii, Macrocephalon maleo, Megapodius laperouse e Megapodius pritchardii, e sei specie vulnerabili (Vulnerable): Eulipoa wallacei, Leipoa ocellata, Megapodius bernsteinii, Megapodius geelvinkianus, Megapodius layardi e Megapodius nicobariensis.